# Gratien Gaël Suares
Gratien Gaël Suares (9. dubna 1981, Paříž, Francie) je francouzský fotbalový obránce, v současné době hraje ve francouzském klubu Villemomble Sports.

## Klubová kariéra
Tento francouzský obránce začal hrát fotbal ve francouzském klubu Paris FC. V roce 1998 přestoupil do SM Caen, kde prošel všemi mládežnickými celky a dostal se i do druholigového kádru. V zimě 2006 nečekaně přestoupil do severočeského klubu FK SIAD Most, kde ale většinu jarní části prostonal a na soupisce se objevil jen čtyřikrát. Hrál pouze jednou, když v zápase proti Jablonci střídal na poslední tři minuty. V létě ukončil v Mostě smlouvu a z rodinných důvodů odešel zpátky do Francie.